# Uherský regent
Uherský regent, respektive Regent Uherského, či Maďarského království (maďarsky kormányzó) byl titul osob zastávajících úřad místodržitele Uherského, respektive Maďarského království.
Podle uherské ústavy existovaly dva souběžné regentské funkce:
- královský regent (maďarsky kormányzó), který vykonával úlohu hlavy státu a
- královský palatin (maď. nádor), náměstek krále

## Historie

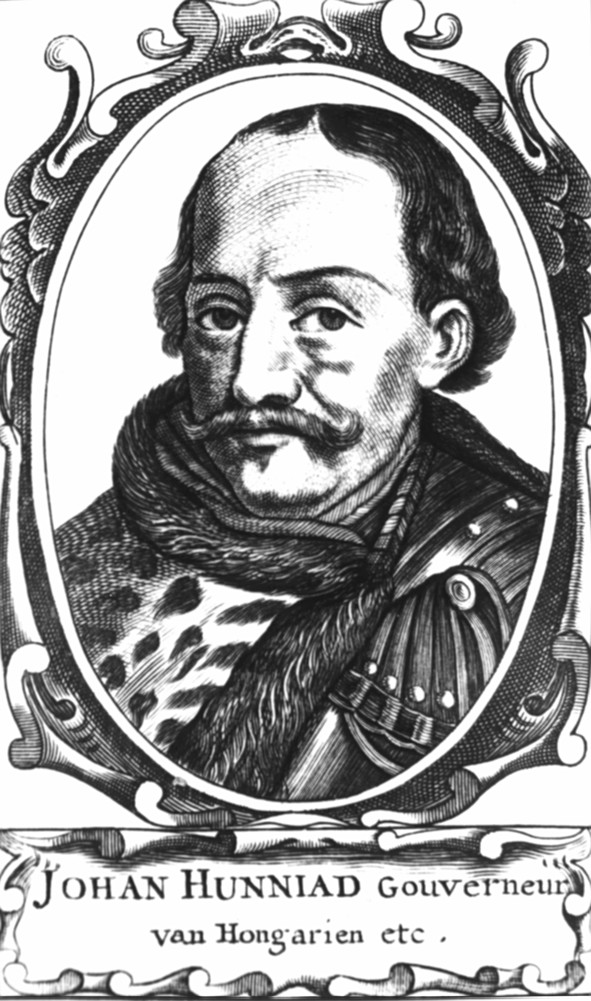
Jan Hunyadi, uherský regent v letech 1446-1453

### Vznik titulu
Úřad byl vytvořen v roce 1446. Po předčasné smrti krále Albrechta I. v roce 1439, prosadil Jan Hunyadi vůli, že nejlepším zástupcem krále v Uhrách bude vojevůdce. S tímto názorem roku 1440 navrhl podporu pro polského krále Vladislava III., čímž se však dostal do sporu s mocným magnátem Oldřichem II. Celjským, hlavním zastáncem královny Alžběty Lucemburské, vdovy po Albrechtovi a jejich malého syna Ladislava Pohrobka.

### Obnovení titulu
Titul byl obnoven v roce 1920 pro admirála Miklóse Horthyho.
Poté, co Dohoda zabránila legitimnímu palatinovi (nádorovi) převzít svůj úřad, padla volba na guvernéra-regenta: admirála Horthyho. Ten tak byl regentem maďarského státu po první světové válce (Maďarské království) a de facto vykonával funkci hlavy státu v době nepřítomnosti panovníka (Karla I.), zatímco hlavou vlády byl premiér.
Horthy byl oslovován titulem "Jeho jasná Výsost regent Uherského království" (maďarsky Ő Főméltósága a Magyar Királyság Kormányzója). Titul byl zrušen roku 1944.

## Osoby
Mezi osoby vykonávající tento úřad patřili také:
- Jan Hunyádi, v letech 1446-1453
- Michal Szilágyi, v roce 1458
- Lajos Kossuth, místodržitel v roce 1849
- Miklós Horthy, regent v letech 1920-1944